# Elikia M'Bokolo
Elikia M’Bokolo, né le 23 décembre 1944 à Léopoldville (Kinshasa dans l'actuelle république démocratique du Congo), est un historien congolais, spécialiste de l'histoire sociale, politique et intellectuelle de l'Afrique. Personnalité de premier plan dans son pays, il a effectué une partie de son parcours en France. Normalien, agrégé d'histoire, il est directeur d'études à l’École des hautes études en sciences sociales (EHESS) de Paris.

## Biographie
Fils d'un médecin de Léopoldville (Kinshasa) au Congo belge, Elikia M'Bokolo décide de devenir historien, après avoir assisté à un discours du Premier ministre congolais Patrice Lumumba, au cours duquel ce dernier avait évoqué l’« histoire des Africains par les Africains ». L'assassinat de Lumumba en janvier 1961 pousse la famille d'Elikia M'Bokolo à fuir le pays. C'est en France qu'elle choisit de s'installer. Elikia M'Bokolo intègre l'École normale supérieure et en sort agrégé d'histoire. Il est, à l'époque, proche de la Gauche prolétarienne (une organisation d'extrême gauche maoïste).
Elikia M'Bokolo participe à la Conférence mondiale contre le racisme, la discrimination raciale, la xénophobie et l’intolérance organisée par l'UNESCO à Durban (Afrique du Sud) en septembre 2001. 
Depuis 1994, il est le producteur de l'émission Mémoire d'un continent, un magazine consacré à l'histoire du continent noir, proposée par Radio France internationale. Il a contribué, avec ce même média, à l'édition d'un coffret de 7 CD d'archives radiophoniques intitulé Afrique. Une histoire sonore 1960-2000 (2001), et d'un coffret de 3 CD intitulé L'Afrique littéraire. 50 ans d'écritures (2008), en collaboration avec Philippe Sainteny.
Marié à Madeleine Maloba Makombo, ils eurent deux filles : Maka Anne M'Bokolo (juillet 1972) et Beya Fatuma M'Bokolo (novembre 1976). Il a cinq petits-enfants[réf. souhaitée].

## Carrière
- 1971-1975 : professeur d'histoire et géographie en classes préparatoires (Paris)[7].
- 1975-1976 : chef de travaux à l'EHESS.
- 1976-1985 : maître-assistant à l'EHESS, directeur du Centre d'études africaines (CEAf) ; professeur invité dans plusieurs universités africaines et nord-américaines ; collaborateur du journal Demain l'Afrique.
- 1985- : directeur d'études à l'École des hautes études en sciences sociales ; enseignant à l'Institut d'études politiques de Paris, et à l'Institut de relations internationales et stratégiques (IRIS) ; producteur à Radio France internationale (Mémoires d'un continent, émission hebdomadaire d'histoire africaine) ; consultant à l'UNESCO (sur les problèmes de culture, du développement, de la paix et des sciences sociales) ; enseignement et recherche dans de nombreuses universités étrangères (université de Lisbonne en 1999 ; New York University, French Institute, 1998 ; Trinity College, French Studies, Cambridge, 1998 ; CEsA (ISEG) et CEA (ISCTE-IUL), Lisbonne, 1997 ; université de Bangui (2008) ; université de Luanda (2010)).
- Professeur d'histoire à l'université de Kinshasa.
- Président du comité scientifique de l'Histoire générale de l'Afrique (UNESCO).

## Récompenses
- 2008 : Docteur honoris causa de l'université de Kinshasa
- 2012 :  Chevalier de la Légion d'honneur[8]

## Sélection de publications
- Msiri, bâtisseur de l'ancien royaume du Katanga (Shaba), éd. Nouvelles Éditions africaines, Paris-Dakar-Abidjan, 1976.
- Noirs et Blancs en Afrique équatoriale : les sociétés côtières et la pénétration française (vers 1820-1874), Éditions de l'École des hautes études en sciences sociales, Paris, 1981.
- L’Afrique au XXe siècle : le continent convoité, Éditions du Seuil, Paris, 1985.
- Moi, l’autre, nous autres : vies zaïroises ordinaires, 1930-1980. Dix récits, éd. Safi–Célat, Québec, 1990.
- L’Afrique noire. Histoire et civilisation, 2 vol., en collaboration avec Sophie Le Callennec, éd. Hatier, Paris, 1992 - 2004. Existe aussi en portugais.
- L’Afrique entre l’Europe et l’Amérique : la place de l’Afrique dans la rencontre des deux mondes, éd. UNESCO, Paris, 1995.
- Au cœur de l’ethnie (dir. en collaboration avec Jean-Loup Amselle), éd. La Découverte, Paris, 1999[9].
- Afrique noire. Histoire et civilisations. Du XIXe siècle à nos jours, coéd. Hatier/AUF, Paris, 2004.
- Médiations africaines. Omar Bongo et les défis diplomatiques d'un continent, éd. L'Archipel, Paris, 2009.
- Élections démocratiques en RDC. Dynamiques et perspectives, éd. AGB-PNUD, Kinshasa, 2010.
- Simon Kimbangu. Le Prophète de la Libération de l'Homme noir, Tome 1, éd. L'Harmattan, 2014.

## Filmographie
- Afrique(s), une autre histoire du XXe siècle. Un film de Elikia M'Bokolo, Philippe Sainteny, Alain Ferrari et Jean-Baptiste Péretié